# Amaurobius latebrosus
Espèce
Amaurobius latebrosus est une espèce d'araignées aranéomorphes de la famille des Amaurobiidae.

## Distribution
Cette espèce est endémique de Corse en France.

## Description
La femelle mesure 8,2 mm.

## Publication originale
- Simon, 1874 : Les arachnides de France, Paris, vol. 1, p. 1-272.